# 广濑敏
广濑敏（日语：／ Hirose Satoshi，1976年3月17日—），石川县出身，日本男子自行车运动员。

## 生平
他曾代表日本参加2006年亚洲运动会自行车比赛，获得公路自行车男子团体计时赛铜牌。